# Toán tử (lập trình máy tính)
Các ngôn ngữ lập trình thường hỗ trợ một tập các toán tử (operator): nó có hành vi gần giống như hàm, nhưng có cú pháp và ngữ nghĩa khác với hàm thông thường. Các ví dụ đơn giản thông dụng bao gồm toán tử số học (phép cộng với +), so sánh (với >), và logic (như AND hay &&). Các ví dụ liên quan hơn gồm phép gán (thường là = hay :=), truy xuất trường trong bản ghi hay đối tượng (thường là .), và toán tử phân giải tầm vực (thường là ::). Các ngôn ngữ thường định nghĩa một tập các toán tử có sẵn (built-in operator), và trong một số trường hợp cho phép toán tử do người dùng định nghĩa (user-defined operator).